# Bertreville-Saint-Ouen
Bertreville-Saint-Ouen ist eine französische Gemeinde mit 339 Einwohnern (Stand 1. Januar 2022) im Département Seine-Maritime in der Region Normandie. Sie gehört zum Arrondissement Dieppe und zum Kanton Luneray. Die Einwohner werden Bertrevillais genannt.

## Bevölkerungsentwicklung
| Jahr      | 1962 | 1968 | 1975 | 1982 | 1990 | 1999 | 2007 | 2017 |
| Einwohner | 332  | 296  | 263  | 298  | 315  | 285  | 328  | 345  |